# 6964 Куніхіко
6964 Куніхіко (6964 Kunihiko) — астероїд головного поясу, відкритий 15 жовтня 1990 року.
Тіссеранів параметр щодо Юпітера — 3,522.